# قائمة الدول ذات السيادة والأقاليم التابعة في آسيا
هذه قائمة بالدول ذات السيادة والأقاليم التابعة في آسيا. ويشمل كل الدول المعترف بها تماماً، الدول ذات الاعتراف المحدود، والأقاليم التابعة للدول الآسيوية وغير الآسيوية. وتسرد 48 دولة ذات سيادة و6 أقاليم تابعة بالإضافة إلى أقاليم أخرى. يقع جزء من روسيا في آسيا، لكن روسيا من الناحية التقنية في أوروبا وذلك لأن عاصمتها موسكو تقع هناك.

## الحدود الجغرافية لآسيا
تحدث الانقسامات بين أوروبا وآسيا في جبال الأورال ونهر الأورال وبحر قزوين في الشرق، وجبال القوقاز والبحر الأسود مع منافذه، ومضيق البوسفور والدردنيل في الجنوب. ولدى كل من أذربيجان وجورجيا، وكازاخستان، وروسيا وتركيا أراضي في آسيا وأوروبا. في حين تتواجد أرمينيا وقبرص بالكامل في غرب آسيا لكنها تعتبر دولاً أوروبية من الناحية الاجتماعية والسياسية.
عادةً ما تعتبر قناة السويس هي الفاصل بين قارتي آسيا وأفريقيا، مما يضع شبه جزيرة سيناء في آسيا، ولذلك قد تعد مصر دولة آسيوية.
الانقسام بين آسيا وأسترالاسيا (أوقيانوسيا) محل خلاف، ويتم تحديده في مكان ما بين جاوة وغينيا الجديدة. تمتد إندونيسيا على كلا المجالين، ولكنه تعتبر جزءاً من آسيا. تعتبر تيمور الشرقية في بعض الأحيان جزءاً من أسترالاسيا ولكن لكونها محاطة بإندونيسيا وباعتبار أنها كانت جزءاً من إندونيسيا ذات مرة، لذلك تعد دولة آسيوية. بابوا غينيا الجديدة تعتبر أحياناً آسيوية بحكم مجاورتها لإندونيسيا، ولكن هذا نادراً ما يحدث، ومن المسلم به عموماً أن تكون جزءاً من أسترالاسيا. ويعتبر مضيق بيرينغ الفاصل بين آسيا وأمريكا الشمالية. بينما يمكن اعتبار بعض جزر ألوتيان آسيوية.

## الدول ذات السيادة
الدولة ذات سيادة هي جماعة سياسية لديها السيادة الفعلية على شعب تتخذ قرارات من أجله في سبيل المصلحة الوطنية. وفقاً لاتفاقية مونتيفيديو، الدولة يجب أن يكون لها سكان دائمين، أرض محددة، وحكومة، والقدرة على الدخول في علاقات مع دول أخرى.

### الدول الأعضاء في الأمم المتحدة
في هذه القائمة هناك 48 دولة آسيوية. جميعها أعضاء في الأمم المتحدة باستنثاء دولة فلسطين، التي تعد دولة مراقب التي تحت الاحتلال الإسرائيلي 
| العلم                        | الخريطة | الأسماء العربية المختصرة والرسمية                      | الأسماء المحلية المختصرة والرسمية | العاصمة | السكان[a][b]  | المساحة[a][b]                    |
| ---------------------------- | ------- | ------------------------------------------------------ | --- | --- | ------------- | -------------------------------- |
| علم أفغانستان                |         | أفغانستان جمهورية أفغانستان الإسلامية                  | درية: جمهوری اسلامی أفغانستان — أفغانستان (بالبشتوية: د أفغانستان اسلامي جمهوریت — افغانستان)‏ | كابل درية: کابل (بالبشتوية: کابل)‏ | 26,556,800    | 652,230 كـم2 (251,827 ميل2)      |
| علم أرمينيا                  |         | أرمينيا جمهورية أرمينيا                                | (بالأرمنية: Հայաստան — Հայաստանի Հանրապետությու)‏ (هاياستان — هاياستاني هانرابيتوتيون) | يريفان (بالأرمنية: Երևան)‏ (يريفان) | 2,970,495     | 29,743 كـم2 (11,484 ميل2)        |
| علم أذربيجان                 |         | أذربيجان[a][b] جمهورية أذربيجان                        | (بالأذرية: Azǝrbaycan — Azǝrbaycan Respublikası)‏ | باكو (بالأذرية: Bakı)‏ | 9,593,000     | 86,600 كـم2 (33,436 ميل2)        |
| علم البحرين                  |         | البحرين مملكة البحرين                                  | | المنامة | 1,316,500     | 760 كـم2 (293 ميل2)              |
| علم بنغلادش                  |         | بنغلادش جمهورية بنغلادش الشعبية                        | (بالبنغالية: বাংলাদেশ — গণপ্রজাতন্ত্রী বাংলাদেশ)‏ (بانغلادش — غانابراجاتانتري بانغلادش) | داكا (بالبنغالية: ঢাকা)‏ (Ḍhākā) | 161,083,804   | 143,998 كـم2 (55,598 ميل2)       |
| علم بوتان                    |         | بوتان مملكة بوتان                                      | (بالدزونكا: འབྲུག་ཡུལ་ — འབྲུག་རྒྱལ་ཁབ་) (دروك يول — دروك غيالخاب) | تيمفو (بالدزونكا: ཐིམ་ཕུ) (تيمفو) | 716,896       | 38,394 كـم2 (14,824 ميل2)        |
| علم بروناي                   |         | بروناي بروناي دار السلام                               | (بالإنجليزية: Brunei Darussalam)‏ (بالملايوية: Brunei — Negara Brunei Darussalam)‏ | بندر سري بكاوان (بالإنجليزية: Bandar Seri Begawan)‏ (بالملايوية: Bandar Seri Begawan)‏                                                          | 408,786       | 5,765 كـم2 (2,226 ميل2)          |
| علم كمبوديا                  |         | كمبوديا مملكة كمبوديا                                  | (بالخميرية: កម្ពុជា — ព្រះរាជាណាចក្រកម្ពុជា)‏ (كامبوتشيا — برياهرياتشياناتشاكر كامبوتشيا) | بنوم بنه (بالخميرية: ភ្នំពេញ)‏ (بنوم بنه) | 14,952,665    | 181,035 كـم2 (69,898 ميل2)       |
| علم الصين                    |         | الصين[b] جمهورية الصين الشعبية                         | (بالصينية: 中国 — 中华人民共和国) (جونغغو — جونغهوا رينمين غونغهيغو) | بكين (بالصينية: 北京) (بيجينغ) | 1,343,239,923 | 9,596,961 كـم2 (3,705,407 ميل2)  |
| علم قبرص                     |         | قبرص[b] جمهورية قبرص                                   | (باليونانية: Κύπρος — Κυπριακή Δημοκρατία)‏ (كيبروس — كيبرياكي ديموكراتيا) (بالتركية: Kıbrıs — Kıbrıs Cumhuriyeti)‏ | نيقوسيا (باليونانية: Λευκωσία)‏ (لفكوسيا) (بالتركية: Lefkoşa)‏                                                                                  | 1,138,071     | 9,251 كـم2 (3,572 ميل2)          |
| علم جورجيا                   |         | جورجيا[a][b]                                           | (بالجورجية: საქართველო)‏ (ساكراتفيلو) | تبليسي / T'bilisi (بالجورجية: თბილისი)‏ (تبيليسي)                                                                                              | 4,570,934     | 69,700 كـم2 (26,911 ميل2)        |
| علم الهند                    |         | الهند جمهورية الهند                                    | (بالإنجليزية: India — Republic of India)‏ (بالهندية: भारत — भारत गणरा᭔य)‏ (بهارات — بهاراتيا غاناراجيا) | نيو دلهي (بالإنجليزية: New Delhi)‏ (بالهندية: नई दिल्ली)‏ (ناي ديلي)                                                                               | 1,205,073,612 | 3,287,263 كـم2 (1,269,219 ميل2)  |
| علم إندونيسيا                |         | إندونيسيا[a] جمهورية إندونيسيا                         | (بالإندونيسية: Indonesia — Republik Indonesia)‏ | جاكارتا (بالإندونيسية: Jakarta)‏ | 248,645,008   | 1,904,569 كـم2 (735,358 ميل2)    |
| علم إيران                    |         | إيران جمهورية إيران الإسلامية                          | (بالفارسية: جمهوری اسلامی ایران‏) | طهران (بالفارسية: تهران‏) | 78،868،711    | 1,648,195 كـم2 (636,372 ميل2)    |
| علم العراق                   |         | العراق جمهورية العراق                                  | | بغداد | 36،004،552    | 438,317 كـم2 (169,235 ميل2)      |
| علم إسرائيل                  |         | إسرائيل                                                | (بالعبرية: יִשְרָאֵל — מְדִינַת יִשְׂרָאֵל‏) (يسرائيل — مدينات يسرائيل) | القدس (مطالب بها وبحكم الأمر الواقع)[c] (بالعبرية: ירושלים‏) (يروشالايم)                                                                       | 7،590،758     | 20,770 كـم2 (8,019 ميل2)         |
| علم اليابان                  |         | اليابان                                                | (باليابانية: 日本 — 日本国) (نيهون / نيبون — نيهون-كوكو / نيبون-كوكو) | طوكيو (باليابانية: 東京都) (Tokyo) | 127،368،088   | 377,915 كـم2 (145,914 ميل2)      |
| علم الأردن                   |         | الأردن المملكة الأردنية الهاشمية                       | | عمان | 6،508،887     | 89,342 كـم2 (34,495 ميل2)        |
| علم كازاخستان                |         | كازاخستان[a] جمهورية كازاخستان                         | (بالقازاقية: Қазақстан — Қазақстан Республикасы)‏ (قزاقستان — قزاقستان رسبوبليكاسي) (بالروسية: Казахстан — Республика Казахстан)‏ (كازاهستان — رسبوبليكا كازاهستان)                                                                     | أستانا (بالقازاقية: Астана)‏ (بالروسية: Астана)‏ (أستانا)                                                                                       | 17،522،010    | 2,724,900 كـم2 (1,052,090 ميل2)  |
| علم كوريا الشمالية           |         | كوريا الشمالية جمهورية كوريا الديمقراطية الشعبية       | (هانغل: 조선 — 조선민주주의인민공화국) (تشوسون — تشوسون-مينجوجوي-إينمين-كونغهواغوك) | بيونغيانغ (هانغل: 평양) (بيونغيانغ) | 24،589،122    | 120,538 كـم2 (46,540 ميل2)       |
| علم كوريا الجنوبية           |         | كوريا الجنوبية جمهورية كوريا                           | (هانغل: 한국 — 대한민국) (هانغوك — تايهان مينغوك) | سيئول (هانغل: 서울) (سيئول) | 48،860،500    | 99,720 كـم2 (38,502 ميل2)        |
| علم الكويت                   |         | الكويت دولة الكويت                                     | | مدينة الكويت | 3،268،431     | 17,818 كـم2 (6,880 ميل2)         |
| علم قيرغيزستان               |         | قيرغيزستان الجمهورية القيرغيزية                        | (بالقيرغيزية: Кыргызстан — Кыргыз Республикасы)‏ (كيرغيزستان — كيرغيز رسبوبليكاسي) (بالروسية: Кыргызстан — Кыргызская Республика)‏ (كيرغيزستان — كيرغيزسكايا رسبوبليكا)                                                                 | بيشكك (بالقيرغيزية: Бишкек)‏ (بيشكك) (بالروسية: Бишкек)‏ (بيشكك)                                                                                | 5،496،737     | 199,951 كـم2 (77,202 ميل2)       |
| علم لاوس                     |         | لاوس الجمهورية اللاوسية الشعبية الديمقراطية            | (باللاوية: ປະເທດລາວ — ສາທາລະນະລັດ ປະຊາທິປະໄຕ ປະຊາຊົນລາວ) (باتيت لاو — ساتالانالات باساتيباتاي باساسون لاو) | فيينتيان (باللاوية: ວຽງຈັນ) (Viangchan) | 6،586،266     | 236,800 كـم2 (91,429 ميل2)       |
| علم لبنان                    |         | لبنان الجمهورية اللبنانية                              | | بيروت | 4،140،289     | 10,400 كـم2 (4,015 ميل2)         |
| علم ماليزيا                  |         | ماليزيا                                                | (بالملايوية: Malaysia)‏ | كوالالمبور[d] (بالملايوية: Kuala Lumpur)‏ | 30،527،000    | 329,847 كـم2 (127,355 ميل2)      |
| علم المالديف                 |         | المالديف جمهورية المالديف                              | (بالديفهي: ދިވެހިރާއްޖެ — ދިވެހިރާއްޖޭގެ ޖުމްހޫރިއްޔާ)‏ (ديفيهي راجه — ديفيهي راجيفغه جومهوريا) | ماليه (بالديفهي: މާލެ)‏ (ماليه) | 394،451       | 298 كـم2 (115 ميل2)              |
| علم منغوليا                  |         | منغوليا                                                | (بالمنغولية: Монгол — Монгол улс)‏ (مونغول — مونغول أولس) | أولان باتور (بالمنغولية: Улаанбаатар)‏ (أولانباتار)                                                                                            | 3،179،997     | 1,564,116 كـم2 (603,909 ميل2)    |
| علم ميانمار                  |         | ميانمار جمهورية اتحاد ميانمار                          | (بالبورمية: မြန်မာ — ပြည်ထောင်စု သမ္မတ မြန်မာနိုင်ငံတော်‌)‏ (ميانما — بييداونغزو ميانما ناينغنغانداو) | نايبيداو (بالبورمية: နေပြည်တော်)‏ (ناي بيي تاو) | 54،584،650    | 676,578 كـم2 (261,228 ميل2)      |
| علم نيبال                    |         | نيبال جمهورية نيبال الديمقراطية الاتحادية              | (بالنيبالية: सङ्घीय लोकतान्त्रिक गणतन्त्र नेपाल)‏ (نيبال — سامغيا لوكتانتريك غانا تانترا نيبال) | كاتماندو (بالنيبالية: काठमाडौं)‏ (كاتماداوم) | 29،890،686    | 147,181 كـم2 (56,827 ميل2)       |
| علم عمان                     |         | عمان سلطنة عمان                                        | | مسقط | 3،090،150     | 309,500 كـم2 (119,499 ميل2)      |
| علم باكستان                  |         | باكستان جمهورية باكستان الإسلامية                      | (بالإنجليزية: Pakistan — Islamic Republic of Pakistan)‏ (بالأردوية: پَاکِسْتَان — اسلامی جمہوریہ پاکستان)‏ (بالسندية: پاڪستان — اسلامي جمهوريه پاڪستان)‏                                                                                     | إسلام آباد (بالإنجليزية: Islamabad)‏ (بالأردوية: اسلام آباد)‏ (بالسندية: اسلام آباد)‏                                                            | 190،291،129   | 796,095 كـم2 (307,374 ميل2)      |
| علم فلسطين                   |         | فلسطين دولة فلسطين                                     | محتلة من قبل إسرائيل وتعترف بها 136 دولة عضو في الأمم المتحدة. | رام الله (بحكم الأمر الواقع) القدس (مطالب بها)                                                                                                | 4،225،710     | 6,220 كـم2 (2,402 ميل2)          |
| علم الفلبين                  |         | الفلبين جمهورية الفلبين                                | (بالإنجليزية: Philippines — Republic of the Philippines)‏ (بالتاغالوغية: Pilipinas — Republika ng Pilipinas)‏ | مانيلا (بالإنجليزية: Manila)‏ (بالتاغالوغية: Maynila)‏                                                                                          | 103،775،002   | 300,000 كـم2 (115,831 ميل2)      |
| علم قطر                      |         | قطر دولة قطر                                           | | الدوحة | 2،334،029     | 11,586 كـم2 (4,473 ميل2)         |
| علم روسيا                    |         | روسيا[a] الاتحاد الروسي                                | (بالروسية: Росси́я — Российская Федерация)‏ (راسيه — راسيسكايه فدراتسيه) | موسكو (بالروسية: Москва)‏ (موسكفا) | 142،517،670   | 17,098,242 كـم2 (6,601,668 ميل2) |
| علم السعودية                 |         | السعودية المملكة العربية السعودية                      | | الرياض | 31،521،418    | 2,149,690 كـم2 (830,000 ميل2)    |
| علم سنغافورة                 |         | سنغافورة جمهورية سنغافورة                              | (بالصينية: 新加坡 — 新加坡共和国) (شينجيابو — شينجيابو غونغهيغو) (بالإنجليزية: Singapore — Republic of Singapore)‏ (بالملايوية: Singapura — Republik Singapura)‏ (بالتاميلية: சிங்கப்பூர் — சிங்கப்பூர் குடியரசு)‏ (تشينكابور — تشينكابور كوتياراتشو) | سنغافورة (بالصينية: 新加坡) (Xīnjiāpō) (بالإنجليزية: Singapore)‏ (بالملايوية: Singapura)‏ (بالتاميلية: சிங்கப்பூர்)‏ (تشينكابور)                      | 5،353،494     | 697 كـم2 (269 ميل2)              |
| علم سريلانكا                 |         | سريلانكا جمهورية سريلانكا الديمقراطية الاشتراكية       | (بالسنهالية: ශ්රී ලංකා — ශ්රී ලංකා ප්රජාතාන්ත්රික සමාජවාදී ජනරජය)‏ (شري لامكا — شري لامكا براجاتانتريكا ساماجافادي جاناراجايا) (بالتاميلية: இலங்கை — இலங்கை ஜனநாயக சமத்துவ குடியரசு)‏ (إيلانكاي — إيلانكاي جاناناياكا تشوشاليتشاك كوتياراتشو)                      | سري جاياواردنابورا كوتي (بالسنهالية: ශ්‍රී ජයවර්ධනපුර ක ෝට්ටේ)‏ (Shrī Jayavardhanapura Koṭṭe) (بالتاميلية: ஶ்ரீ ஜெயவர்த்தனபுர கோட்டை)‏ (شري جيافارتانابورا كوتاي) | 21،481،334    | 65,610 كـم2 (25,332 ميل2)        |
| علم سوريا                    |         | سوريا الجمهورية العربية السورية                        | | دمشق | 22،530،746    | 185,180 كـم2 (71,498 ميل2)       |
| علم طاجيكستان                |         | طاجيكستان جمهورية طاجيكستان                            | (بالطاجيكية: Тоҷикистон — Ҷумҳурии Тоҷикистон)‏ (توجيكستون — جمهوري توجيكستون) | دوشنبه (بالطاجيكية: Душанбе)‏ (دوشنبه) | 7،768،385     | 143,100 كـم2 (55,251 ميل2)       |
| علم تايلاند                  |         | تايلاند مملكة تايلاند                                  | (بالتايلندية: ประเทศไทย — ราชอาณาจักรไทย)‏ (براتيت تاي — راتشا أناتشاك تاي) | بانكوك (بالتايلندية: กรุงเทพฯ)‏ (كرونغ تيب) | 67،091،089    | 513,120 كـم2 (198,117 ميل2)      |
| علم تيمور الشرقية            |         | تيمور الشرقية[a] جمهورية تيمور الشرقية الديمقراطية     | (بالبرتغالية: Timor-Leste — República Democrática de Timor-Leste‏) تيتومية: Timor Lorosa'e — Repúblika Demokrátika Timor Lorosa'e | ديلي (بالبرتغالية: Dili‏) تيتومية: Dili | 1،143،667     | 14,874 كـم2 (5,743 ميل2)         |
| علم تركيا                    |         | تركيا[a] جمهورية تركيا                                 | (بالتركية: Türkiye — Türkiye Cumhuriyeti)‏ | أنقرة (بالتركية: Ankara)‏ | 79،749،461    | 783,562 كـم2 (302,535 ميل2)      |
| علم تركمانستان               |         | تركمانستان                                             | (بالتركمانية: Türkmenistan)‏ | عشق آباد (بالتركمانية: Aşgabat)‏ | 5،054،828     | 488,100 كـم2 (188,456 ميل2)      |
| علم الإمارات العربية المتحدة |         | الإمارات العربية المتحدة دولة الإمارات العربية المتحدة | | أبوظبي | 9،577،000     | 83,600 كـم2 (32,278 ميل2)        |
| علم أوزبكستان                |         | أوزبكستان جمهورية أوزبكستان                            | (بالأوزبكية: O‘zbekiston — O‘zbekiston Respublikasi)‏‎ | طشقند (بالأوزبكية: Toshkent)‏‎ | 30،492،800    | 447,400 كـم2 (172,742 ميل2)      |
| علم فيتنام                   |         | فيتنام جمهورية فيتنام الاشتراكية                       | (بالفيتنامية: Việt Nam — Cộng Hòa Xã Hội Chủ Nghĩa Việt Nam)‏ | هانوي (بالفيتنامية: Hà Nội)‏ | 91،519،289    | 332,698 كـم2 (128,455 ميل2)      |
| علم اليمن                    |         | اليمن الجمهورية اليمنية                                | | صنعاء | 25،956،000    | 555,000 كـم2 (214,287 ميل2)      |

### دول أخرى
لدى الدول الست في هذه القائمة مستويات متفاوتة من الاعتراف، ولكنها ليست أعضاء في الأمم المتحدة. وتُعرف جميعها بأنها دول بحسب النظرية التعريفية لنشوء الدول.
| العلم                | الخريطة | الأسماء العربية المحتصرة والرسمية         | الوضع | الأسماء المحلية المختصرة والرسمية | العاصمة                                            | السكان     | المساحة                   |
| -------------------- | ------- | ----------------------------------------- | --- | --- | -------------------------------------------------- | ---------- | ------------------------- |
| علم أبخازيا          |         | أبخازيا جمهورية أبخازيا                   | يُطالب بها كجمهورية ذاتية الحكم في جورجيا. تعترف بها أربعة دول أعضاء في الأمم المتحدة. | (بالأبخازية: Аҧсуа)‏ (أبسوا) | سوخومي / سوخوم (بالأبخازية: Аҟәа)‏ (أكوا)           | 250،000    | 8,660 كـم2 (3,344 ميل2)   |
| علم مرتفعات قرة باغ  |         | مرتفعات قرة باغ جمهورية مرتفعات قرة باغ   | يُطالب بها كجزء من أذربيجان. لا يعترف بها سوى 3 دول غير أعضاء في الأمم المتحدة. | (بالأرمنية: Լեռնային Ղարաբաղ — Լեռնային Ղարաբաղ Հանրապետություն)‏ (ليرنايين غاراباغي — ليرنايين غاراباغي هانرابيتوتيون)                                                                                | سيتباناكيرت (بالأرمنية: Ստեփանակերտ)‏ (خانكندي)     | 141،400    | 7,000 كـم2 (2,703 ميل2)   |
| علم قبرص الشمالية    |         | قبرص الشمالية جمهورية شمال قبرص التركية   | يُطالب بها كجزء من جمهورية قبرص. لا تعترف بها سوى تركيا. | (بالتركية: Kuzey Kıbrıs — Kuzey Kıbrıs Türk Cumhuriyeti)‏ | نيقوسيا (بالتركية: Lefkoşa)‏                        | 285،356    | 3,355 كـم2 (1,295 ميل2)   |
| علم أوسيتيا الجنوبية |         | أوسيتيا الجنوبية جمهورية أوسيتيا الجنوبية | يُطالب بها كجزء من جورجيا. تعترف بها أربعة دول أعضاء في الأمم المتحدة. | (بالأوسيتية: Хуссар Ирыстон — Республикӕ Хуссар Ирыстон)‏ (خوسار إيريستون — رسبوبليكه خوسار إيريستون) (بالروسية: Южная Осетия — Республика Южная Осетия)‏ (يوجنايا أوسيتيا — رسبوبليكا يوجنايا أوسيتيا) | تسخينفالي (بالأوسيتية: Цхинвал or Чъреба)‏ (تشريبا) | 70،000     | 3,900 كـم2 (1,506 ميل2)   |
| علم تايوان           |         | تايوان جمهورية الصين                      | يُطالبها بها كمحافظة لجمهورية الصين الشعبية، حكومة تايوان لم تتخل عن مطالبها بالبر الرئيسي وُيعترف بها بصفتها حكومة الصين من قبل 21 دولة عضو في الأمم المتحدة. إضافة إلى الكرسي الرسولي. ومع ذلك، تحتفظ تايوان بعلاقات غير رسمية مع معظم البلدان الأخرى وتعترف بها معظم الدول ذات السيادة بحكم الأمر الواقع. انظر الوضع السياسي لتايوان لمزيد من المعلومات حول وضعها. | صينية تقليدية: 臺灣/台灣 — 中華民國 (تايوان — جونغهوا مينغو) | تايبيه                                             | 23،071،779 | 35,980 كـم2 (13,892 ميل2) |

## أقاليم تابعة وأقاليم أخرى
الكيانات الستة في هذه القائمة هي إما خاضعة لدولة ليست جزءاً منها، أو لديها نظام سياسي خاص جرى تحديده من خلال اتفاق دولي.
| العلم                                                            | الخريطة | الأسماء العربية الرسمية والمختصرة                                | الوضع                                    | الأسماء المحلية الرسمية والمختصرة | العاصمة                                               | السكان    | المساحة                   |
| ---------------------------------------------------------------- | ------- | ---------------------------------------------------------------- | ---------------------------------------- | --- | ----------------------------------------------------- | --------- | ------------------------- |
| علم المملكة المتحدة، كما يستخدم في أكروتيري ودكليا               |         | أكروتيري ودكليا منطقتا القاعدة السيادية لأكروتيري ودكليا         | إقليم بريطاني ما وراء البحار             | (بالإنجليزية: Akrotiri and Dhekelia — Sovereign Base Areas of Akrotiri and Dhekelia)‏                                                                 | إبيسكوبي كانتونمنت (بالإنجليزية: Episkopi Cantonment)‏ | 15,700[e] | 254 كـم2 (98 ميل2)        |
| علم المملكة المتحدة، كما يستخدم في إقليم المحيط الهندي البريطاني |         | إقليم المحيط الهندي البريطاني                                    | إقليم بريطاني ما وراء البحار             | (بالإنجليزية: British Indian Ocean Territory)‏ | —                                                     | 4،000[f]  | 54,400 كـم2 (21,004 ميل2) |
| علم جزيرة عيد الميلاد                                            |         | جزيرة عيد الميلاد إقليم جزيرة عيد الميلاد                        | إقليم لأستراليا                          | (بالإنجليزية: Christmas Island — Territory of Christmas Island)‏                                                                                      | فلاينغ فيش كوف / المستوطنة                            | 1,402     | 135 كـم2 (52 ميل2)        |
| علم جزر كوكوس                                                    |         | جزر كوكوس إقليم جزر كوكوس                                        | إقليم لأستراليا                          | (بالإنجليزية: Cocos (Keeling) Islands — Territory of the Cocos (Keeling) Islands)‏                                                                    | ويست آيلند / بانتام                                   | 596       | 14 كـم2 (5 ميل2)          |
| علم هونغ كونغ                                                    |         | هونغ كونغ منطقة هونغ كونغ الإدارية الخاصة لجمهورية الصين الشعبية | منطقة إدارية خاصة لجمهورية الصين الشعبية | (بالصينية: 香港 — 中華人民共和國香港特別行政區) (بالإنجليزية: Hong Kong — Hong Kong Special Administrative Region of the People's Republic of China)‏ | هونغ كونغ                                             | 7،122،508 | 1,104 كـم2 (426 ميل2)     |
| علم ماكاو                                                        |         | ماكاو منطقة ماكاو الإدارية الخاصة لجمهورية الصين الشعبية         | منطقة إدارية خاصة لجمهورية الصين الشعبية | (بالصينية: 澳門 — 中華人民共和國澳門特別行政區) (بالبرتغالية: Macau — Região Administrativa Especial de Macau da República Popular da China‏)         | ماكاو                                                 | 573،003   | 28.2 كـم2 (10.9 ميل2)     |